# Chlorid lanthanitý
Chlorid lanthanitý je anorganická sloučenina se vzorcem LaCl3. Vytváří také heptahydrát se vzorcem LaCl3•7 H2O. Jedná se o bílou pevnou látku dobře rozpustnou ve vodě a alkoholech.

## Struktura
Struktura LaCl3 je podobná struktuře UCl3.

## Výroba
Chlorid lanthanitý vzniká slučováním prvků:
2 La + 3 Cl2 → 2 LaCl3,
ovšem mnohem častěji se používá zahřívání směsi oxidu lanthanitého a chloridu amonného při teplotě 200–250 °C:
La2O3 + 6 NH4Cl → 2 LaCl3 + 6 NH3 + 2 H2O.
Z chloridu se pak dají připravit další halogenidy LaIII+. Při redukci draslíkem se vytváří kovový lanthan.

## Použití
LaCl3 nemá mnoho způsobů použití, používá se například ke srážení fosforečnanů z roztoků, například v bazénech za účelem prevence růstu řas.
V organické syntéze se chlorid lanthanitý používá jako slabá Lewisova kyselina pro převod aldehydů na acetaly.
Také se používá jako katalyzátor pro oxidační chloraci methanu na chlormethan za použití kyseliny chlorovodíkové a kyslíku.
Rovněž je používán v detektorech záření gama.